# Francisco Alarcón (Fußballspieler)
Francisco Arturo Alarcón Cruz (* 25. Februar 1990 in Santiago) ist ein chilenischer Fußballspieler auf der Position eines Innenverteidigers.

## Karriere
Francisco Alarcón durchlief die Jugendabteilung von Unión Española und debütierte 2010 in der Primera División bei einem 5:0-Auswärtssieg gegen den CD Huachipato, als er in der 25. Minute für den verletzten Miguel Aceval eingewechselt wurde.
Nach seinem Debüt spielte er unregelmäßig für Unión Española und nahm zweimal an der Copa Libertadores teil, während er auch für die B-Mannschaft in der Segunda División Profesional eingesetzt wurde. Aufgrund mangelnder Einsatzzeit wurde er an San Martín de San Juan in die argentinische argentinische Primera División verliehen, wo er ein Jahr blieb und den Abstieg des Teams in die Primera Nacional B miterlebte. Zur Saison 2013/14 kehrte der Defensivakteur nach Chile zurück und wurde an Everton verliehen, wo er nur ein halbes Jahr spielte. Danach folgte eine weitere Leihe an die Rangers de Talca, wo er eine gute Saison spielte, aber erneut einen Abstieg erlebte.
Nach einer Saison bei Deportes Antofagasta wechselte Alarcón zum CD Palestino, wo er überraschend als Stürmer eingesetzt wurde. In der Saison 2016/17 wechselte er zu Universidad de Concepción, spielte in der Copa Sudamericana 2016 und erzielte mehrere Eigentore, obwohl er einer der Schlüsselspieler in der Abwehr war. 2021 geriet er bei den Santiago Wanderers nach drei Jahren im Team mit Trainer Emiliano Astorga in Konflikt und verließ den Klub. Danach spielte er ein halbes Jahr bei Universidad de Concepción und wechselte 2022 zu Cobresal.

## Erfolge
Santiago Wanderers
- Chilenischer Zweitliga-Meister: 2019